# Alphonse Wauters

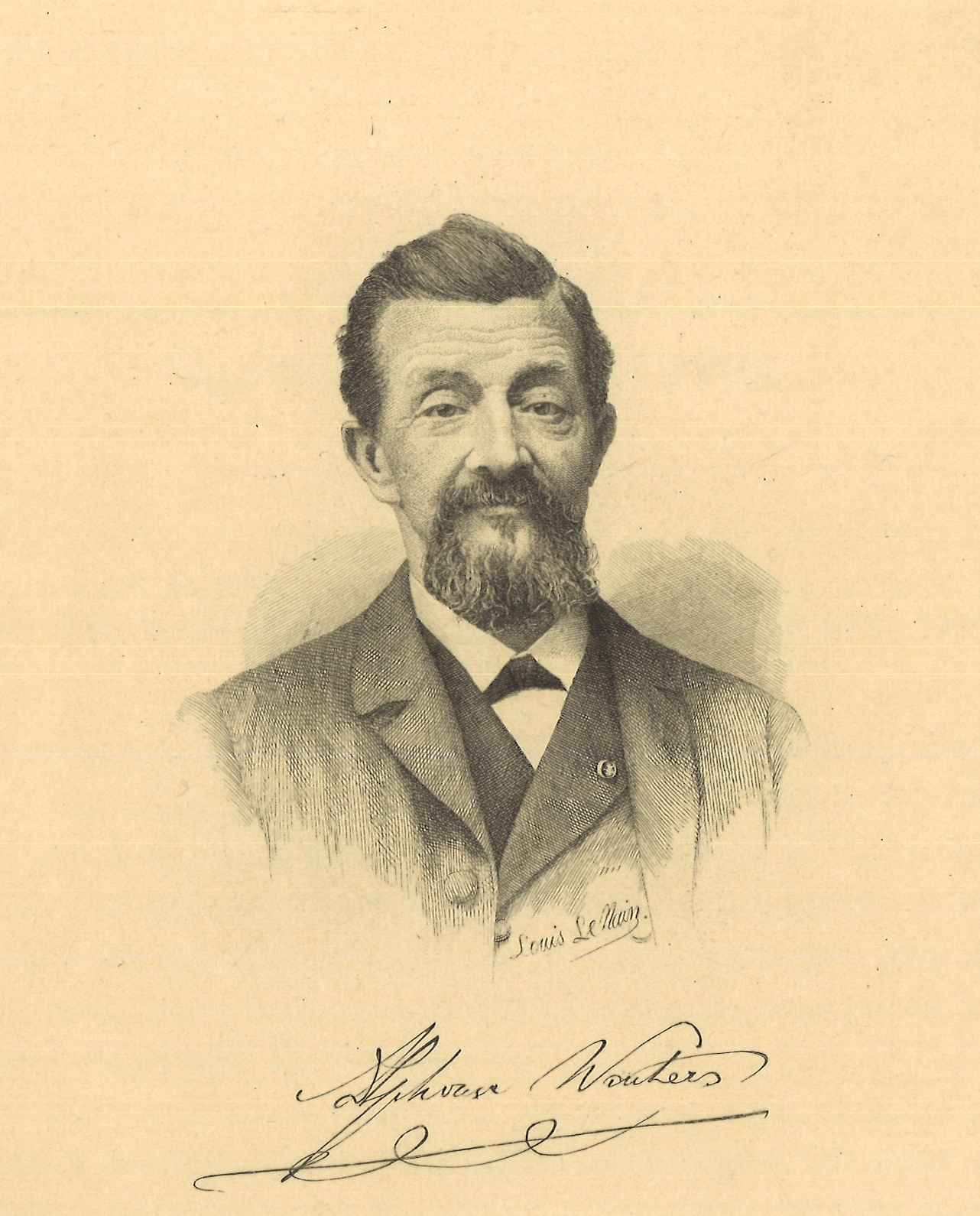
Alphonse Wauters

Alphonse Guillaume Ghislain Wauters, född 13 april 1817 i Bryssel, död 1 maj 1898, var en belgisk historiker. Han var farbror till Émile och Alphonse-Jules Wauters.
Wauters var arkivarie i Bryssel och en flitig dokumentforskare. Han författade Histoire civile, politique et monumentale de la ville de Bruxelles (tre band, 1843–45), Table chronologique des chartes et diplômes imprimés concernant l'histoire de la Belgique (tio band, 1866–96) och talrika andra verk om Belgiens och dess städers historia.